# Soba (Spanyolország)
Soba egy község Spanyolországban, Kantábria autonóm közösségben. Soba San Roque de Riomiera, Ruesga, Arredondo, Ramales de la Victoria, Karrantza, Lanestosa, Valle de Mena, Merindad de Montija és Espinosa de los Monteros községekkel határos. Lakosainak száma 1076 fő (2024).

## Népesség
A település népessége az elmúlt években az alábbi módon változott:
| Lakosok száma | 1637 | 1530 | 1442 | 1385 | 1319 | 1280 | 1207 | 1180 | 1131 | 1076 |
|               | 2001 | 2004 | 2007 | 2009 | 2012 | 2014 | 2017 | 2019 | 2022 | 2024 |